# Unione Sportiva Livorno 1962-1963
Questa voce raccoglie le informazioni riguardanti l'Unione Sportiva Livorno nelle competizioni ufficiali della stagione 1962-1963.

## Stagione
Nella stagione 1962-1963 il presidente Arno Ardisson chiama a Livorno il tecnico Guido Mazzetti, uomo deciso, pratico, ambizioso ed in ascesa in fatto di risultati. Gli vengono messi a disposizione Giuseppe Virgili, Gianni Caleffi, Roberto Balestri, Carlo Azzali e Mario Castellazzi, un vero lusso per la categoria. 
Nel campionato la prima vittoria arriva solo alla sesta giornata nel derby con il Grosseto. In un torneo dove si segna poco, le nove reti di Virgili proiettano comunque la squadra nei quartieri alti della classifica in lotta con Prato, Arezzo, Reggiana e Rimini. Ma il Prato, imbattuto in casa, ha qualcosa in più del Livorno. Le sconfitte interne labroniche con Pisa e Perugia alla fine risulteranno decisive, saranno così ancora una volta i cugini lanieri a salire meritatamente in Serie B.

## Rosa
| N. |                   | Ruolo | Calciatore         |
| -- | ----------------- | ----- | ------------------ |
|    | Italia (bandiera) | D     | Mario Amidei       |
|    | Italia (bandiera) | C     | Carlo Azzali       |
|    | Italia (bandiera) | D     | Roberto Balestri   |
|    | Italia (bandiera) | P     | Renato Bellinelli  |
|    | Italia (bandiera) | C     | Giancarlo Beltrami |
|    | Italia (bandiera) | D     | Gianni Caleffi     |
|    | Italia (bandiera) | C     | Mario Cartasegna   |
|    | Italia (bandiera) | A     | Mario Castellazzi  |
|    | Italia (bandiera) | D     | Franco Castriotta  |
|    | Italia (bandiera) | A     | Adelio Colombo     |

| N. |                   | Ruolo | Calciatore       |
| -- | ----------------- | ----- | ---------------- |
|    | Italia (bandiera) | D     | Viviano Coluccia |
|    | Italia (bandiera) | D     | Luciano Costanzo |
|    | Italia (bandiera) | D     | Mauro Lessi      |
|    | Italia (bandiera) | C     | Franco Mantovani |
|    | Italia (bandiera) | A     | Antonio Mattioli |
|    | Italia (bandiera) | A     | Antonio Pellis   |
|    | Italia (bandiera) | D     | Mauro Porri      |
|    | Italia (bandiera) | C     | Piero Ribechini  |
|    | Italia (bandiera) | D     | Fulvio Varglien  |
|    | Italia (bandiera) | A     | Giuseppe Virgili |

## Risultati

### Serie C girone B

#### Girone di andata
| Arbitro: | Gandiolo (Alessandria) |

|               |           |               |
| Ribechini 74’ | Marcatori | 72’ Bartolini |

| Arbitro: | Minghetti (Roma) |

|                    |           |  |
| Beretta 56’ (rig.) | Marcatori |  |

| Perugia 7 ottobre 1962 3ª giornata | Perugia              | 0 – 0 | Livorno | Stadio Santa Giuliana\| Arbitro: \| Vitullo (Campobasso) \| |
| Arbitro:                           | Vitullo (Campobasso) |       |         |                                                             |

| Arbitro: | Gonella (Asti) |

|            |           |                |
| Virgili 1’ | Marcatori | 56’ Di Stefano |

| Arbitro: | Pieroni (Roma) |

|            |           |  |
| Mognon 34’ | Marcatori |  |

| Arbitro: | Nobilia (Roma) |

|                            |           |              |
| Virgili 6’ Castellazzi 35’ | Marcatori | 2’ Panattoni |

| Arbitro: | Zanchi (Mestre) |

|                  |           |                               |
| Nardi 23’ (rig.) | Marcatori | 18’ Castellazzi 44’ Ribechini |

| Livorno 11 novembre 1962 8ª giornata | Livorno           | 0 – 0 | Rimini | Stadio Comunale\| Arbitro: \| Di Maio (Palermo) \| |
| Arbitro:                             | Di Maio (Palermo) |       |        |                                                    |

| Arbitro: | Marengo (Chiavari) |

|                     |           |             |
| Azzali I 84’ (aut.) | Marcatori | 19’ Colombo |

| Arbitro: | Donato (Civitavecchia) |

|                                       |           |           |
| Cartasegna 21’ Pellis 49’ Colombo 61’ | Marcatori | 25’ Mioni |

| Arbitro: | Cipparrone (Cosenza) |

|  |           |             |
|  | Marcatori | 19’ Virgili |

| Arbitro: | Pignatta (Torino) |

|  |           |             |
|  | Marcatori | 29’ Bettini |

| Arbitro: | Sabatella (Potenza) |

|                                          |           |  |
| Balestrieri 45’ Flaborea 79’ Filippi 86’ | Marcatori |  |

| Arbitro: | Ciferri (Roma) |

|              |           |               |
| Mattioli 85’ | Marcatori | 18’ Campanini |

| Pistoia 30 dicembre 1962 15ª giornata | Pistoiese       | 0 – 0 | Livorno | Stadio Monteoliveto\| Arbitro: \| Acernese (Roma) \| |
| Arbitro:                              | Acernese (Roma) |       |         |                                                      |

| Arbitro: | Gussoni (Tradate) |

|               |           |  |
| Ribechini 69’ | Marcatori |  |

| Arbitro: | Negri (Monza) |

|  |           |            |
|  | Marcatori | 42’ Pellis |

#### Girone di ritorno
| Arbitro: | Piantoni (Terni) |

|               |           |             |
| Redegalli 10’ | Marcatori | 31’ Virgili |

| Arbitro: | Bigi (Padova) |

|                          |           |  |
| Mattioli 62’ Colombo 74’ | Marcatori |  |

| Arbitro: | Virgili (Roma) |

|                  |           |                         |
| Corti 55’ (aut.) | Marcatori | 49’ Moratelli 81’ Roffi |

| Arbitro: | Panzino (Catanzaro) |

|           |           |  |
| Orazi 24’ | Marcatori |  |

| Arbitro: | Paciello (Foggia) |

|                |           |  |
| Cartasegna 40’ | Marcatori |  |

| Grosseto 24 febbraio 1963 23ª giornata | Grosseto          | 0 – 0 | Livorno | Stadio Comunale\| Arbitro: \| Di Maio (Palermo) \| |
| Arbitro:                               | Di Maio (Palermo) |       |         |                                                    |

| Arbitro: | Lojacono (Palermo) |

|                            |           |                      |
| Virgili 4’, 9’ Colombo 46’ | Marcatori | 16’ Galasi 80’ Galli |

| Arbitro: | Zanchi (Mestre) |

|            |           |            |
| Furini 78’ | Marcatori | 82’ Pellis |

| Arbitro: | De Angelis (Bussi) |

|            |           |  |
| Colombo 5’ | Marcatori |  |

| Arbitro: | Schinetti (Brescia) |

|           |           |  |
| Mioni 73’ | Marcatori |  |

| Arbitro: | Olivati (Genova) |

|                                          |           |  |
| Virgili 45’ (rig.) 47’, 65’ Mattioli 90’ | Marcatori |  |

| Arbitro: | Acernese (Roma) |

|           |           |                |
| Cosma 43’ | Marcatori | 55’ Cartasegna |

| Arbitro: | Firmi (Crema) |

|              |           |  |
| Mattioli 45’ | Marcatori |  |

| Arbitro: | Marchiori (Padova) |

|  |           |                           |
|  | Marcatori | 29’ Ribechini 76’ Colombo |

| Arbitro: | Riva (Cagliari) |

|                |           |  |
| Cartasegna 13’ | Marcatori |  |

| Arbitro: | Nobilia (Roma) |

|              |           |  |
| Mainardi 26’ | Marcatori |  |

| Arbitro: | Castoldi (Milano) |

|              |           |  |
| Mattioli 74’ | Marcatori |  |